# Vitraux de Mehoffer à la cathédrale de Fribourg
Pour un article plus général, voir Cathédrale Saint-Nicolas de Fribourg.

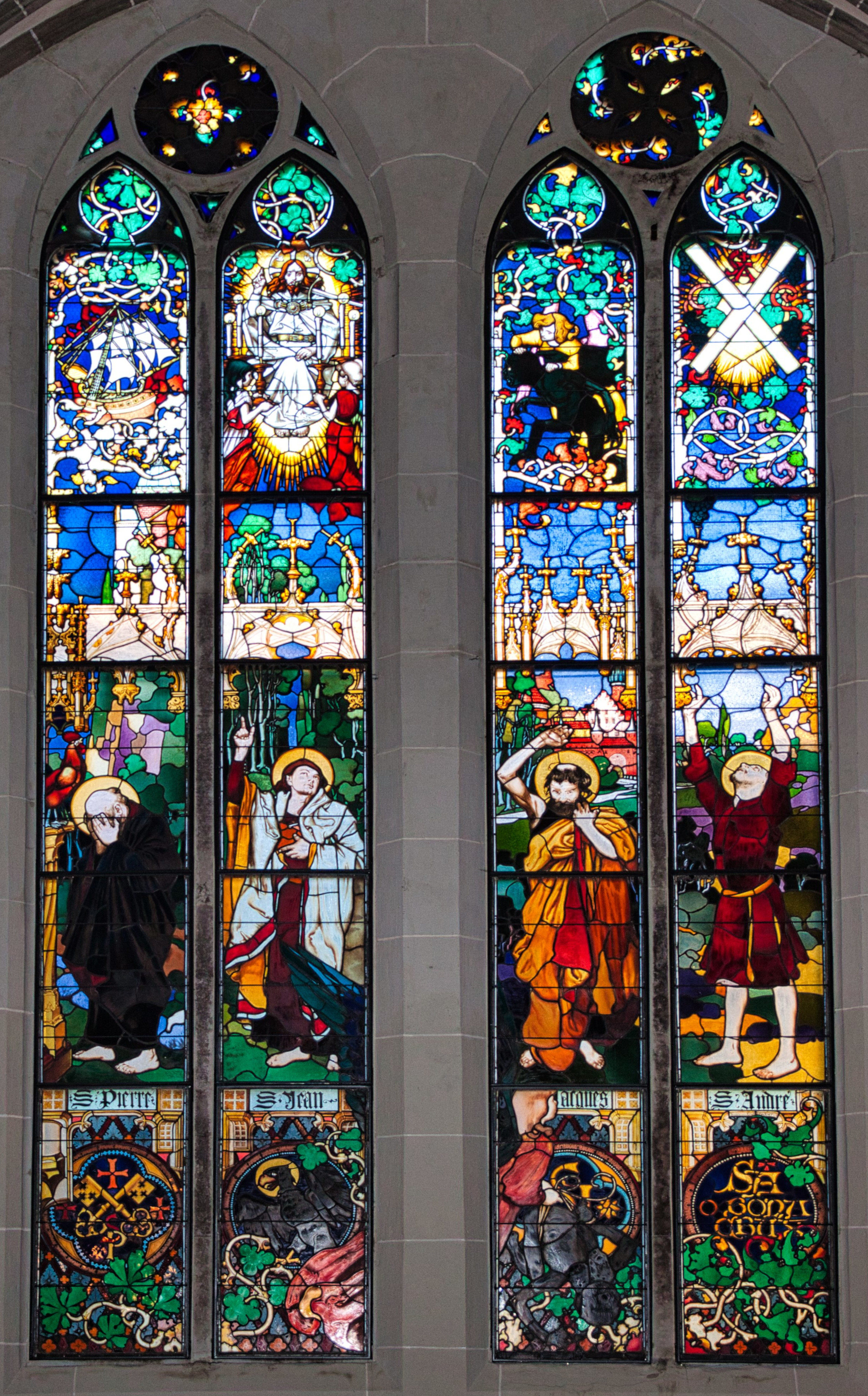
1. Vitraux des apôtres, 1895-1896.

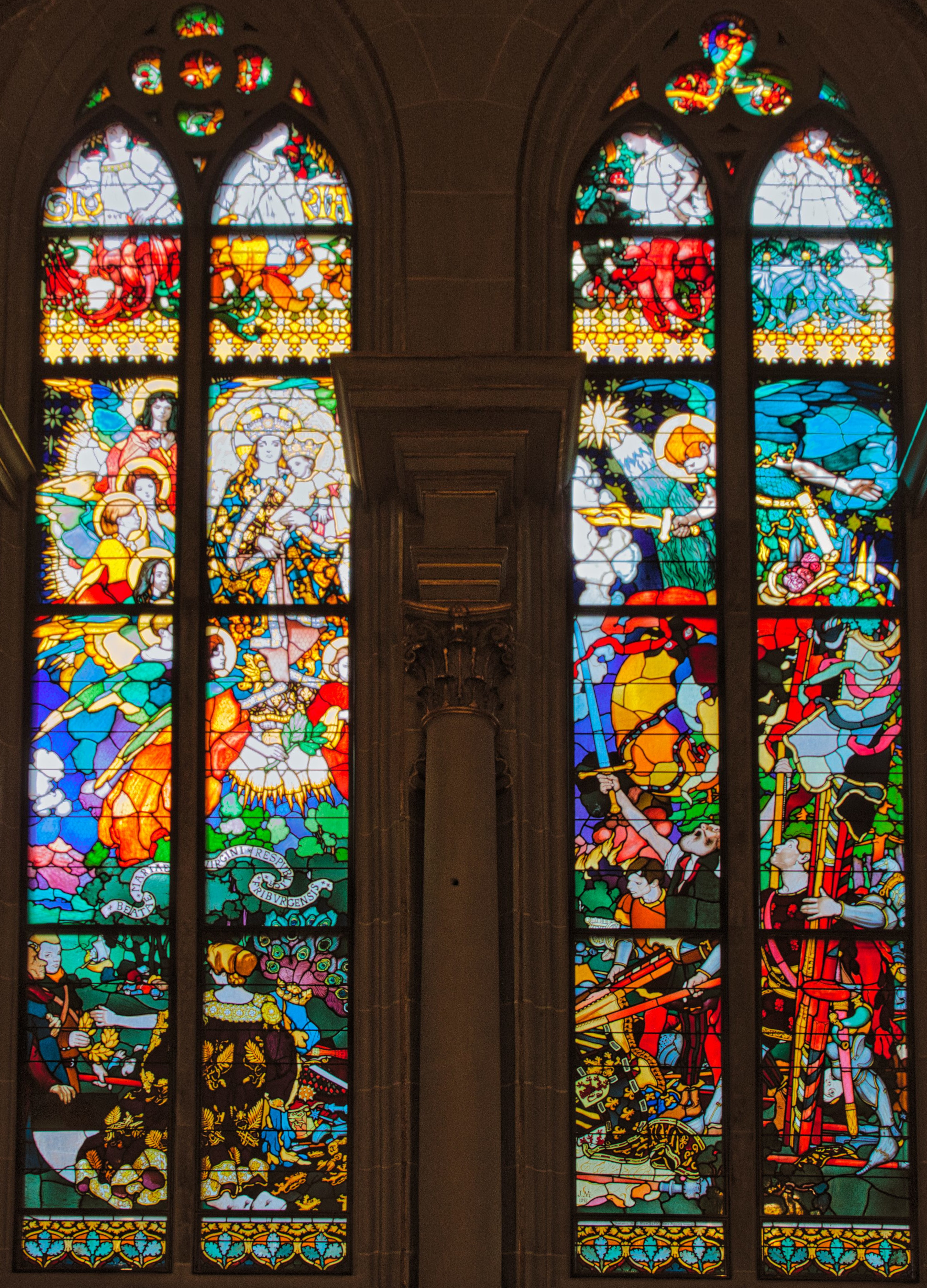
2. Vitraux de Notre-Dame des Victoires, 1896-1898.

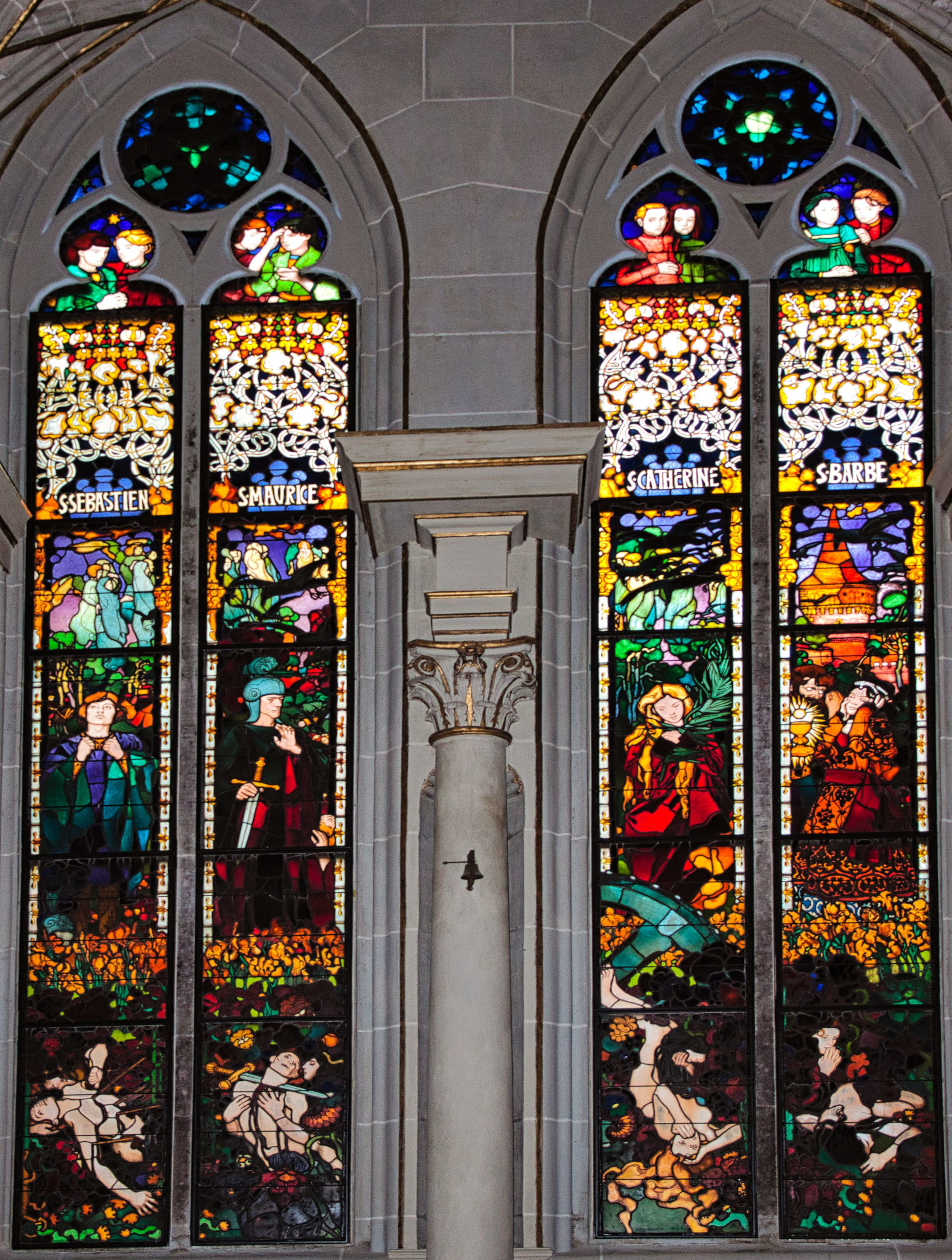
3. Vitraux des martyrs, 1898-1899.

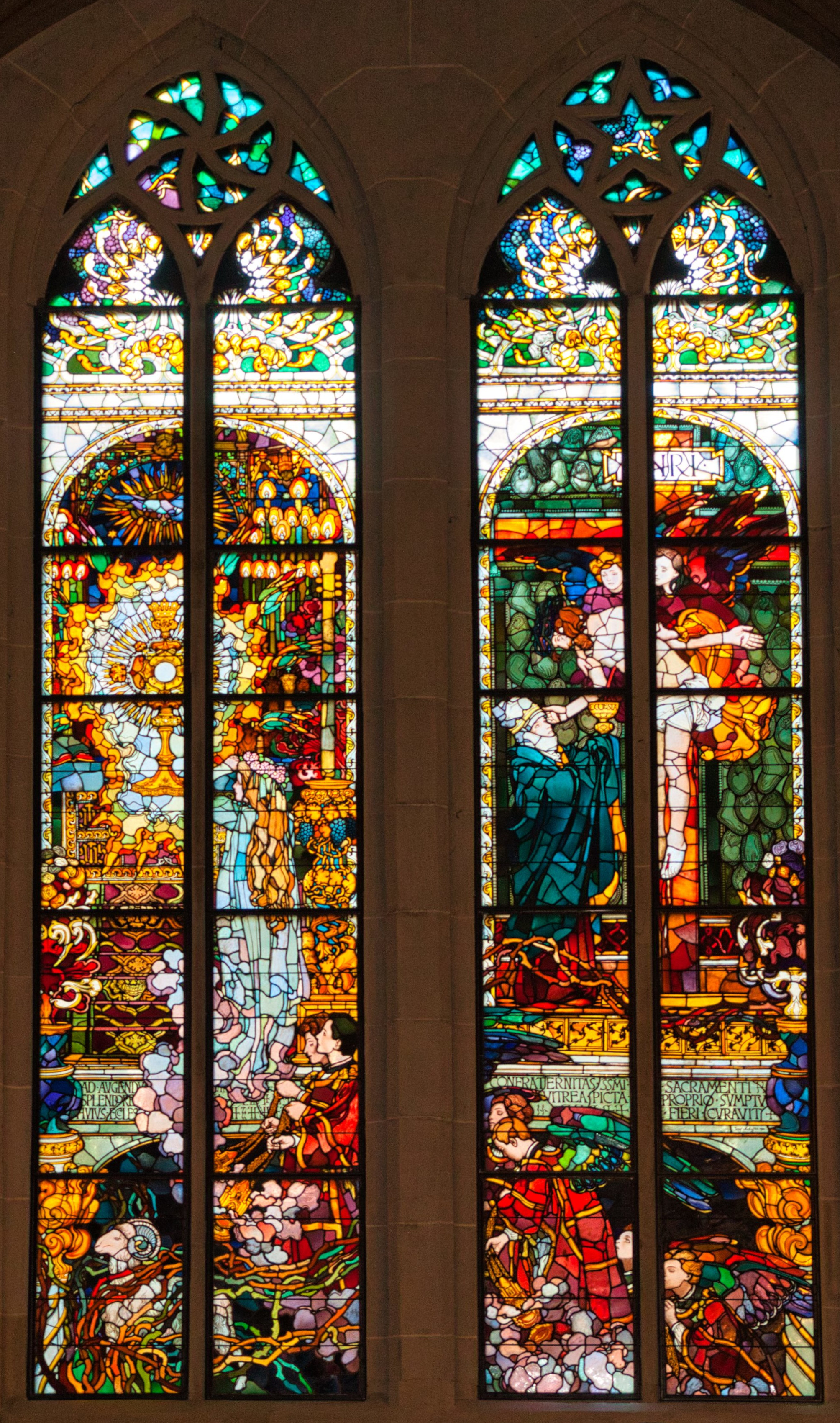
4. Vitraux de l'Eucharistie, 1898-1900.

Les vitraux de Józef Mehoffer dans la cathédrale de Fribourg sont une œuvre importante de l'artiste polonais Józef Mehoffer. Ils sont situés dans la cathédrale gothique Saint-Nicolas de Fribourg en Suisse et ont été créés entre 1895 et 1932. En raison de la période de création, qui s'est étendue sur près de quatre décennies, et de leur qualité, ces vitraux constituent l'une des œuvres majeures des vitraux sacrés européens de la fin du XIXe siècle et de la première moitié du XXe siècle. Ils reflètent des influences de l'Art nouveau, de la peinture historique, de l'art populaire oriental, du symbolisme et du réalisme.

## Description des vitraux

### 1. Le vitrail des apôtres
Le vitrail des Apôtres est situé dans la chapelle latérale nord, juste en face du chœur, et consiste en une fenêtre à double lancette. Un apôtre est représenté dans chacun des quatre panneaux de la fenêtre. Ce sont les apôtres Pierre, l'évangéliste Jean, Jacques et André. Cette fenêtre éclaire la chapelle principale du côté nord. Chacun des apôtres est représenté sous un dais gothique, dont les formes mouvantes rappellent la période du gothique tardif. En arrière-plan, les paysages mènent aux profondeurs. Les quatre apôtres font des gestes émotionnels. Ainsi, Pierre, après avoir calomnié le Christ, a honte de se couvrir la tête des deux mains. Jean montre de sa main droite la première vision de l'Apocalypse qui apparaît au-dessus de lui. L'image de Jacques suit la Légende dorée avec la représentation d'Hermogène, qui est dépeint aux pieds du saint comme un sorcier noir maléfique. Au-dessus de Jacques, un ange tient à distance un démon noir. André annonce sa volonté de se soumettre au martyre de la crucifixion en levant longuement les deux bras vers le ciel. Les quatre panneaux de la fenêtre sont divisés de manière analogue en une zone symbolique supérieure, une zone symbolique inférieure et une zone centrale de la figure. La zone symbolique inférieure est construite comme une zone de socle. Ici, l'inscription des noms des apôtres relie deux parties en forme de console pour former un pont.
Des références symboliques à la vie du saint caractérisent la figure représentée : un coq est reconnaissable à côté de Pierre et de la coupole de Saint-Pierre dans un paysage rocheux au-dessus et un voilier aux voiles blanches. Dans la zone symbolique inférieure figure l'attribut qui lui est attribué, deux clés croisées. Saint Jean l'Évangéliste est identifiable par l'attribut de l'aigle, qui lui est familier. Les mêmes motifs de la Légende dorée de saint Jacques de Voragine sont attribués à saint Jacques dans les zones supérieure et inférieure : un ange tient à distance un être sombre. Saint André est identifiable par la croix de Saint André et, à l'arrière-plan, la croix du Christ sur un paysage rocheux. Dans la zone symbolique inférieure figurent ses mots : O BONA CRUX.
Dans ce vitrail, Mehoffer montre les apôtres d'une manière totalement nouvelle. Au lieu de la rigueur solennelle du néogothique, il représente les apôtres dans un geste en mouvement et utilise la méthode du cloisonnisme, qui consiste à entourer de noir une surface unie.

### 2. Les vitraux de Notre Dame des victoires
En souvenir des guerres confessionnelles de l'ancienne Confédération, la fenêtre glorifie la victoire des Confédérés et de leurs alliés fribourgeois sur Charles le Téméraire à la bataille de Morat en 1476. Mehoffer met en scène l'événement comme une image qui englobe les quatre panneaux de la fenêtre. Les guerriers apparaissant sur la droite sont marqués par leurs armes et armures comme étant d'anciens Confédérés. Ils déposent les drapeaux de l'armée bourguignonne aux pieds de Marie, sous la protection de l'archange Michel. En première ligne, un guerrier à la barbe blanche lève son épée vers Marie en signe de victoire et exulte de joie. Une gloire angélique encadre la digne Madone dans sa robe ostentatoire, tandis que les anges semblent animés. Au-dessous d'elle, l'allégorie d'Helvetia (Patria), tout aussi splendidement vêtue, représentée sous la forme d'une figure couchée, présente la couronne de laurier à deux honneurs de Fribourg. Dans les fenêtres de la zone de tête, les figures allégoriques de l'espoir, de la foi, de la force et de l'amour sont reproduites. Cette fenêtre a été commandée par l'État. C'est pourquoi les deux dignitaires, dont l'un porte les armoiries de Fribourg, sont habillés de vêtements modernes. De cette façon, la fenêtre crée un lien avec le présent. Bien que les actes héroïques des ancêtres, tels qu'ils ont été transformés en mythes par l'État-nation moderne, soient glorifiés, ils sont religieusement exagérés dans le sens catholique de Fribourg. Car l'image suggère au spectateur que les Confédérés s'étaient déjà officiellement placés sous la protection de Marie en 1476, tout comme les Fribourgeois l'ont fait vers 1650 lorsqu'ils ont offert la chapelle de Notre-Dame-de-Victoire. De cette manière, le l'État de Fribourg manifeste ses réserves à l'égard de l'État fédéral libéral du siècle des Lumières,.
Mehoffer a réussi à créer une représentation convaincante des sentiments patriotiques avec ces vitraux.

### 3. Les vitraux des martyrs
Les vitraux contiennent la figure d'un saint sur chacun des quatre panneaux en forme de lancette. Il s'agit, de gauche à droite, de Maurice de Thèbes, Sébastien de Narbonne, Catherine d'Alexandrie et Barbara de Nicomédie, qui ont tous souffert le martyre. Une paire de figures juvéniles apparaît dans chacun des panneaux supérieurs, représentant allégoriquement l'innocence des martyrs. Dans les champs centraux, les saints se tiennent debout dans des gestes partiellement animés et indiquent l'histoire de leur martyre par leurs attributs. Au-dessus de Maurice, Sébastien et Catherine, des figures légères d'anges et d'âmes des défunts défilent. Des corbeaux d'un noir profond passent devant nous. Par là, Mehoffer fait ostensiblement allusion à la lutte entre le bien et le mal. Avec la grande tour derrière Barbara, Mehoffer fait référence à son pays natal : elle représente la tour des menuisiers à Cracovie. Les images de la rangée du bas sont particulièrement intéressantes. Ils dépeignent la mort des martyrs d'une manière incroyable. Les quatre saints, peints dans une nudité totale sur du verre blanc, sont représentés au moment de leur mort : Maurice, le cou tranché par une épée, du sang rouge coulant sur sa poitrine ; Sébastien, transpercé par des flèches, ce qui entraîne également une coulée de sang sur sa poitrine saillante ; Catherine, tombée la tête la première de la roue du supplice, la poitrine nue sur le sol ; et Barbara, couchée sur le côté sur le sol, les jambes relevées. Chacune des figures sacrées est accompagnée d'une figure féminine en deuil qui, dans le cas des protagonistes masculins, se blottit de manière particulièrement étroite et affectueuse contre le martyr, se penchant sur lui ou, dans le cas de Maurice, embrassant le haut de son corps à deux mains. L'érotisme subliminal de ces images est indubitable, ce qui a donné lieu à des discussions en public dans un premier temps.
Les fenêtres s'inscrivent pleinement dans le style Art nouveau. Elle s'inspire des formes du monde végétal et animal. Les animaux sont souvent stylisés pour utiliser un langage formel composé de lignes ondulées. Le monde des fleurs est dominant. De couleur dorée, il s'étend entre la partie centrale et la partie inférieure de la fenêtre. En outre, il existe des fleurs imaginatives et colorées qui ressemblent à des papillons ou dont les pétales ressemblent à des lèvres. Outre les formes des fleurs, les couleurs sont également symboliques. Le tapis de fleurs, sur lequel reposent les corps des martyrs, représente les graines bénies du christianisme. Le rouge et le violet expriment la mort et le deuil. Mehoffer a exploré toute la palette dans cette œuvre, juxtaposant les couleurs les plus fortes aux tons les plus doux. Malgré ces tensions, l'unité de l'ensemble est préservée.

### 4. Les vitraux de l'Eucharistie

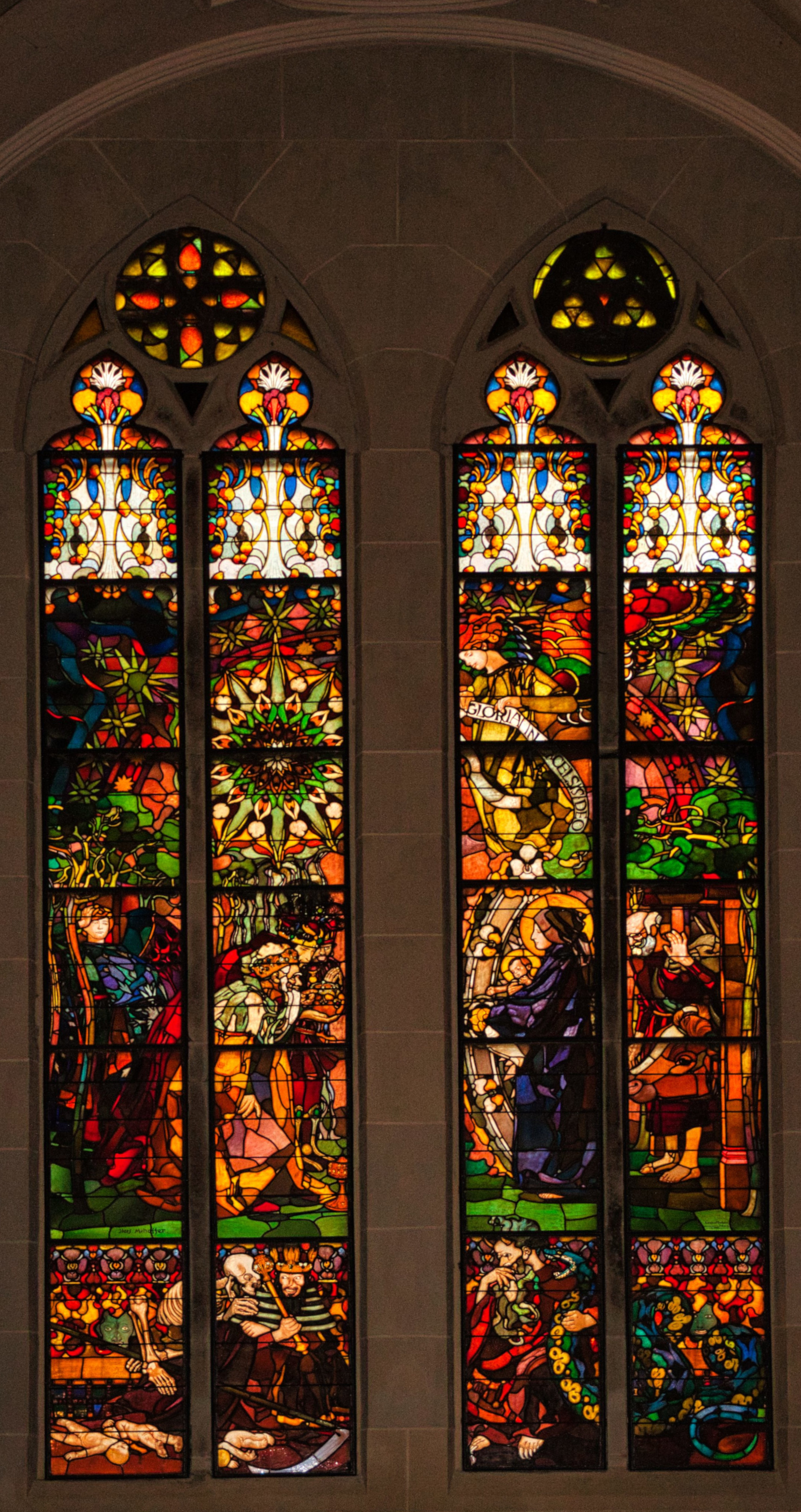
5. Vitraux de l'Adoração des rois (l'Epiphanie), 1902-1904

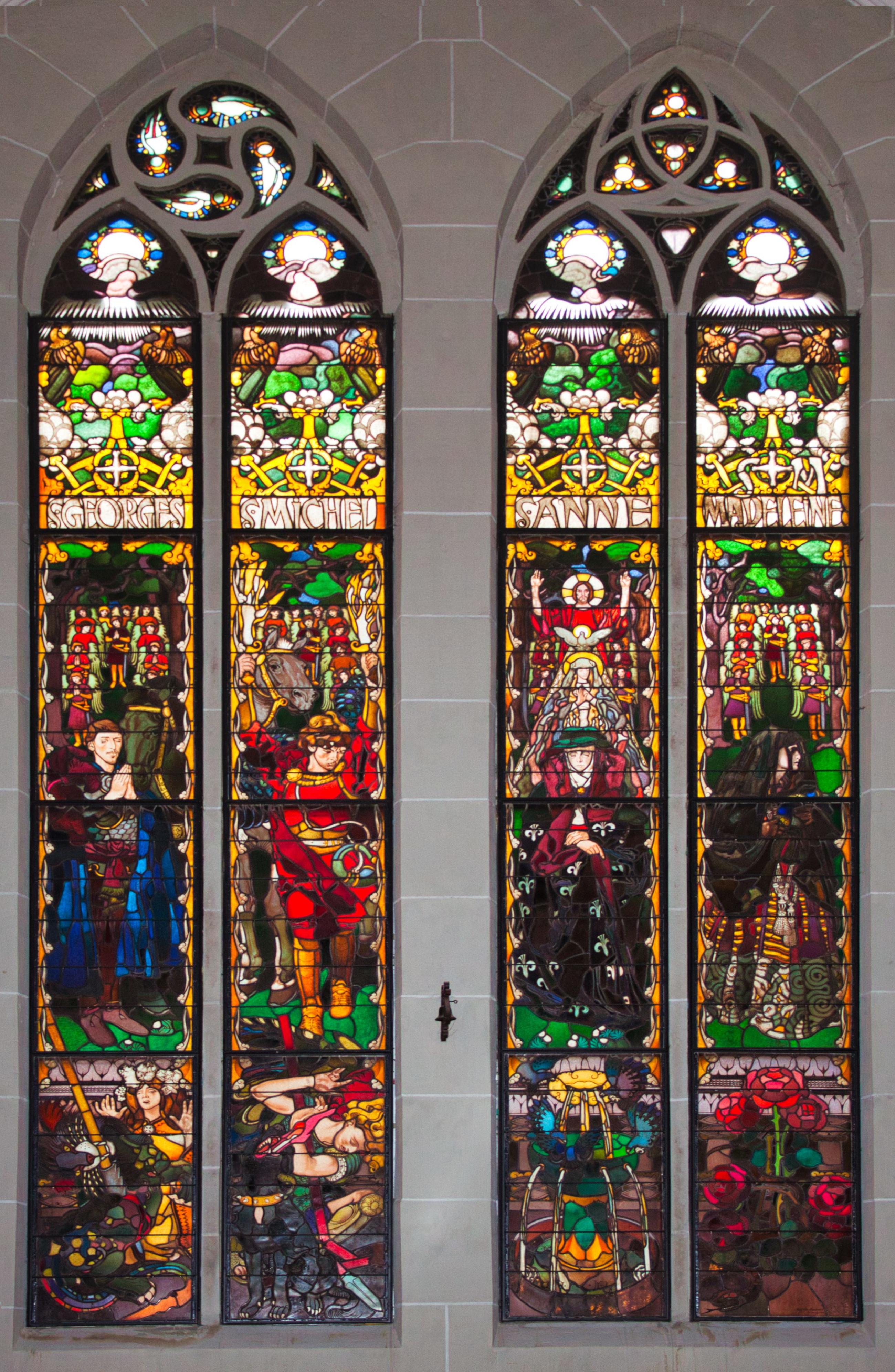
6. Vitraux représentants Saint Georges, saint Michel, sainte Anne et Maria Madeleine, 1907-1909

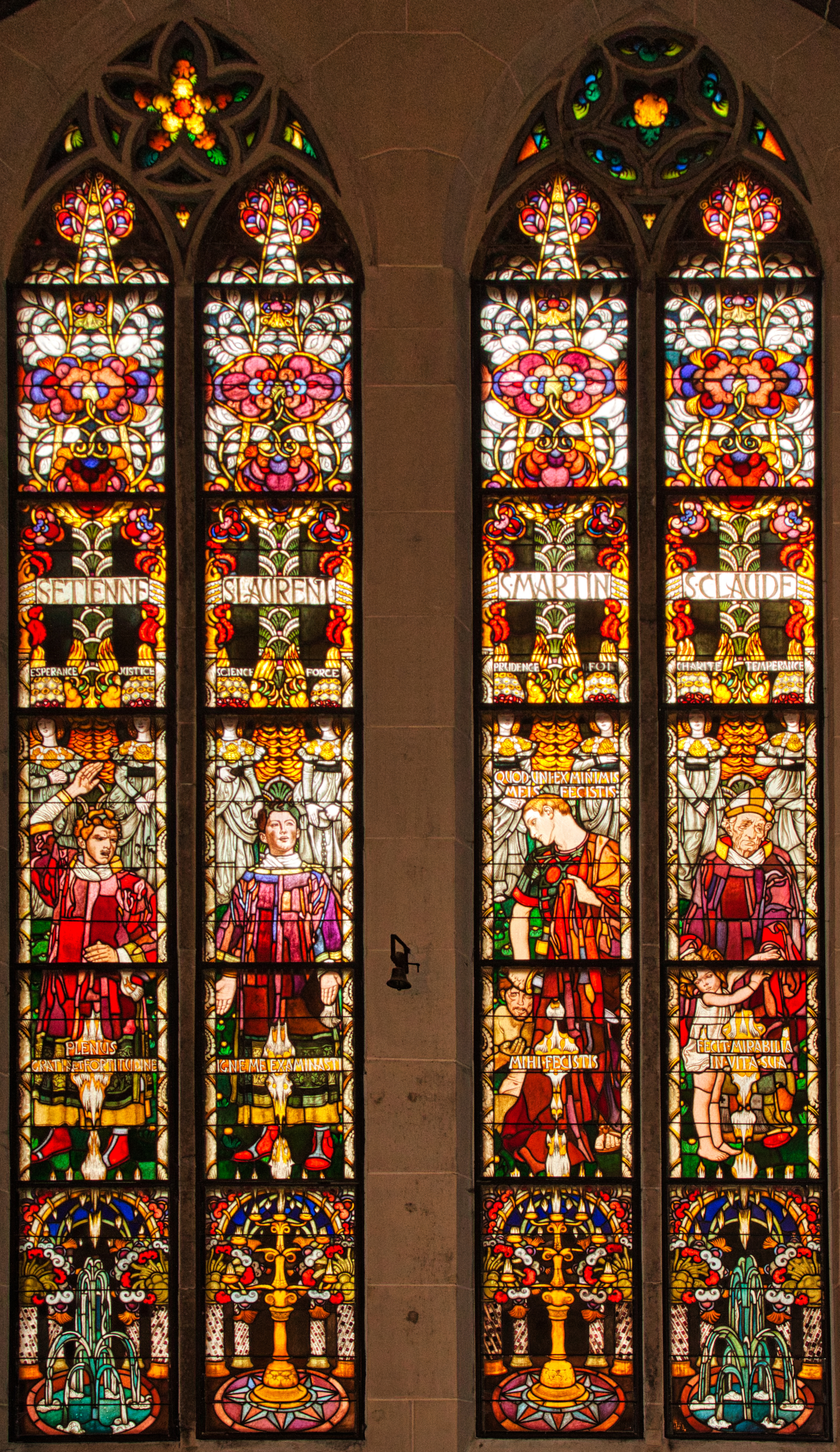
7. Vitraux des évêques e diacres

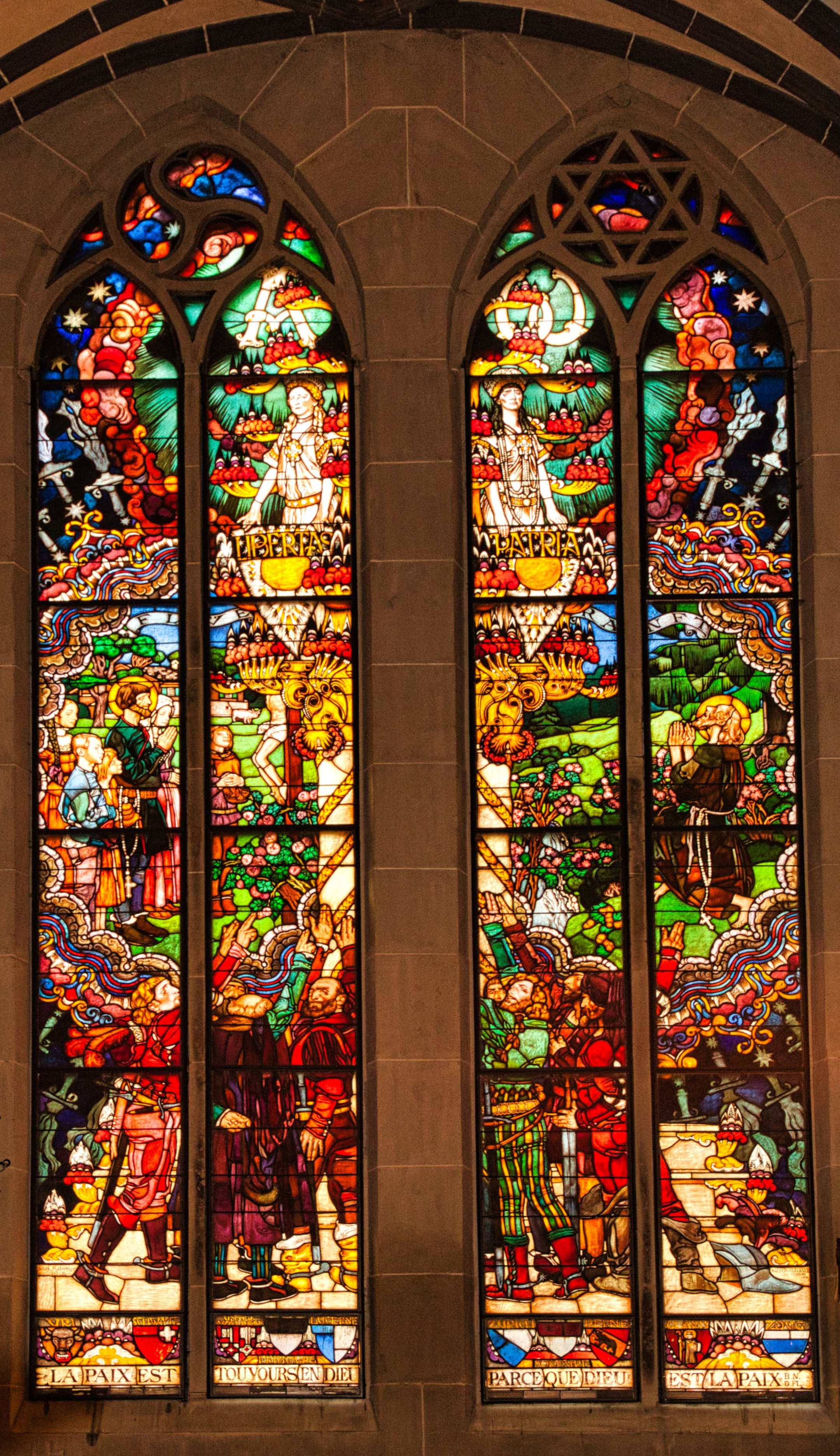
8. Vitraux de Nicolas de Flue, 1915-1918

Deux vitraux forment chacun une moitié de la scène représentée. L'adoration du sacrement de l'autel est placée sur le côté gauche de l'image. Une jeune femme se tient au pied de l'autel comme symbole de la foi. Elle porte une longue robe blanche. Les nuances de couleur de cette robe prolongent l'encens qui s'élève des vases inclinés par les anges-diacres sur la moitié droite de l'image. L'ostensoir entouré d'une couronne de nuages est posé sur l'autel. Dans la moitié droite de l'image, le Christ crucifié s'incline devant la figure de l'ecclesia pour lui offrir son sang, qu'elle recueille dans un calice. Dans la moitié gauche de l'image, on voit un bélier qui a été sacrifié par Abraham à la place d'Isaac. Il annonce la mort du Christ. Dans une longue frise courant derrière les anges-diacres, une inscription rappelle le fondateur, la confrérie du Saint-Sacrement. Il est intéressant de voir comment l'hostie est représentée. Mehoffer utilise un panneau de verre transparent non coloré. Avec l'hostie dans l'ostensoir, il représente la matérialisation du corps du Christ par la transsubstantiation pendant l'Eucharistie. La transparence du panneau de verre rend évident le fait que le mystère du sacrement de l'autel ne peut être représenté.

### 5. Les vitraux de l'Épiphanie
Dans ce vitrail, Józef Mehoffer représente l'Adoration des Mages (également appelée Épiphanie) sous la coupole d'un ciel étoilé. Les trois rois tombent à genoux devant la Vierge et l'Enfant Jésus. Au-dessus d'eux brille l'étoile de Bethléem. Un ange aux ailes déployées tient la bannière. Il est écrit dessus : "Gloria in excelsis Deo". Sous la scène principale, Hérode regarde la Mort, qui le mord à l'épaule. Sur le sol se trouvent les nouveau-nés tués lors de l'infanticide de Bethléem. Satan est assis à droite, accompagné d'un serpent. Des éléments d'art populaire caractérisent le tableau. Elle est riche en contrastes stylistiques et formels. Il rappelle les crèches populaires et les présentations traditionnelles de Noël, comme en Pologne. Le style Art nouveau est évident dans certains détails de la décoration, comme les fleurs formant une frise au-dessus d'Hérode et de Satan. Elle s'exprime également dans les tons pastel, tandis que les couleurs fortes sont plus en phase avec la culture populaire. La représentation d'Hérode est très originale, car ce roi maléfique et la mort qui l'accompagne apparaissent ici comme des invités de Satan, pour ainsi dire,.

### 6. Les vitraux d'Anne
Ces vitraux sont connus dans la littérature comme les vitraux d'Anne, bien qu'on y trouve trois autres saints. Les quatre saints sont sous des arcs ornementaux. Des hôtesses célestes apparaissent au-dessus de leurs têtes. Dans les disques de tête, les aigles dirigent leur regard vers la lumière éblouissante du soleil - symboles de l'âme pieuse qui contemple la splendeur du Dieu éternel. Saint Georges et l'archange Michel se tiennent au-dessus des personnifications du mal qu'ils ont vaincues. Au-dessous de Saint-Georges, devant la princesse appelant à l'aide, les mains levées dans une coiffe fantastique, on peut voir le dragon, un prédateur mordant vicieusement sur sa lance. L'archange, représenté comme un jeune homme musclé aux cheveux blonds, triomphe, bras tendus, de Lucifer, qui tombe ; sa lance est brisée en trois morceaux. A ses côtés, le chien noir de l'enfer montre ses dents avec des yeux haineux. Sainte Anne, la mère de Marie, et Marie-Madeleine sont habillées en dames distinguées. Derrière la mère de Marie se trouvent la Vierge et le Christ, ainsi qu'une fontaine bouillonnante en dessous d'elle, un symbole marial aux multiples facettes. Sous la Marie-Madeleine pécheresse, voilée d'un long voile noir, un serpent se faufile dans un rosier à fleurs rouges, symbole de zèle et de bonté. Ces deux qualités caractérisent Marie-Madeleine. Sur le plan stylistique, un style Art nouveau discret prévaut dans cette vitrine. On la retrouve, par exemple, dans les lignes sinueuses qui dessinent le dragon avec sa lance, ainsi que dans les décorations. Le monde végétal est très stylisé. Les couleurs ont une signification symbolique. Le rouge vif des vêtements de Michel souligne son dynamisme et son attitude triomphante. En revanche, les tons gris, noirs et violets dénotent la tristesse et la résignation d'Anne et de Marie-Madeleine.

### Les vitraux des évêques et diacres
Les quatre panneaux de la fenêtre représentent chacun un saint. De gauche à droite, ce sont deux diacres, saint Étienne et saint Laurent, et deux évêques, saint Martin et saint Claude. La zone centrale des figures a également un contenu symbolique : deux jeunes filles se tiennent par deux derrière les saints. Ils symbolisent les trois vertus théologales que sont la foi, l'espérance et l'amour et les quatre vertus cardinales que sont la prudence, la force, la justice et la science. À hauteur de genou, une devise caractérise chacun des saints. De plus, Martin et Claudius ont une figure qui explique la légende des saints : le mendiant et l'enfant, respectivement.
Saint Claude a vécu au 7e siècle. Il fut élu évêque de Besançon contre son gré, mais démissionna de cette fonction au bout de sept ans et retourna dans son monastère de Saint-Oyend de Joux. Il était particulièrement vénéré à Fribourg. Grâce à son attitude sociale envers les pauvres et les faibles, on lui a attribué les vertus de la modération et de la charité, ainsi que la phrase "FECIT MIRABILIA IN VITA SUA" ("Il a fait du merveilleux dans sa vie"). Ce merveilleux est évoqué par l'enfant représenté aux côtés du saint. Saint Claude porte les traits du pape Léon XIII vieillissant, qui salua la création d'une université catholique à Fribourg. Dans ce vitrail également, le chemin vertueux du chrétien est représenté de manière exemplaire par l'exemple des saints.

### Les vitraux de Nicolas de Flue
Le vitrail, créé par Jósef Mehoffer pendant la Première Guerre mondiale, représente une scène patriotique à travers les quatre vitres : Une foule de Confédérés en tenue médiévale tardive se tient autour de l'"Autel de la Patrie", une colonne qui rappelle les fontaines figurées de la vieille ville de Fribourg. Dans la saillie de la colonne, qui ressemble à une chaire, se trouvent les figures allégoriques de Libertas et Patria. Au premier plan, des hommes lèvent la main pour prêter le serment d'allégeance. Au centre, deux scènes de la vie du saint sont représentées, séparées par la colonne. À gauche, le frère Nicolas prie dans le cercle de sa famille et à droite, il est représenté comme un ermite en prière. Au-dessus des têtes de Libertas et Patria, l'alpha et l'oméga apparaissent d'un blanc éclatant. Un ciel bleu nuit ferme la scène au-dessus et une frise avec dix armoiries de villes confédérées et la devise de Saint Frère Nicolas : LA PAIX ET TOUJOURS EN DIEU PARCE QUE DIEU EST LA PAIX. Saint Nicolas jouait le rôle de médiateur dans les conflits. Il est également appelé à servir de médiateur dans des conflits internes en 1481. Pendant la première guerre mondiale, il est tenu en très haute estime. Fribourg et Soleure, qui doivent au saint leur admission dans la Confédération, lui ont rendu un hommage particulier, comme ils l'avaient fait des siècles auparavant avec la Fontaine Samaritaine.

## Histoire des vitraux
Lorsque l'église Saint-Nicolas de Fribourg a été déclarée collégiale par le pape Jules II en 1512, elle ne possédait pas encore de chapelles latérales. Ceux-ci ont été ajoutés du 16e au 18e siècle. Mais le goût pour les vitraux gothiques monumentaux s'est éteint à cette époque. Les fenêtres de l'époque, comme celles du chœur, étaient en verre incolore et créaient une pièce lumineuse et éclairée à la manière baroque.

### Renovation
En 1892, la Confrérie du Saint-Sacrement de Fribourg a donné l'impulsion à la rénovation des vitraux de l'église collégiale Saint-Nicolas de l'époque, en fournissant une somme d'argent d'un montant indéterminé et en fondant un comité chargé de réaliser le projet. Il était composé de quatre membres : Max de Diesbach, avocat et président de la confrérie du Saint-Sacrement de Fribourg, Romain de Schaller, architecte, Max de Techtermann, historien et archéologue, et Joachim J. Berthier, frère dominicain et professeur de théologie à l'université de Fribourg. Les trois premiers messieurs étaient membres de la confrérie sacramentelle et appartenaient au patriciat de Fribourg ; J. J. Berthier représentait le clergé.
Les ouvertures des vitraux étaient trop étroites et les cloisons de pierre séparant les vitraux individuels des lancettes trop larges pour permettre la représentation de scènes entières et détaillées. Il a donc été décidé de choisir des scènes ou des personnages qui seraient placés dans une moitié de la fenêtre (deux panneaux) ou dans un seul panneau. Il devait s'agir de saints et de saintes qui étaient particulièrement vénérés à Fribourg. Ce n'est qu'en 1924 - c'est-à-dire alors que la nouvelle décoration de vitraux était encore en cours d'exécution - que la collégiale Saint-Nicolas a été élevée au rang de cathédrale pour l'évêque du diocèse de Lausanne, Genève et Fribourg.
Le comité a sollicité le soutien expert de l'historien de l'art Johann Rudolf Rahn pour la mise en œuvre. Sous sa supervision historique, les vitraux de la chapelle des Maccabées ont été créés à Genève de 1886 à 1888 et exécutés par l'atelier de Friedrich Berbig à Zurich. Rahn a suggéré l'organisation d'un concours international.

### Concours international
La fraternité sacramentelle a accepté cette suggestion et, en 1895, a annoncé un concours international pour les nouveaux vitraux de l'église collégiale de Saint-Nicolas. Une fenêtre à double lancette devait être conçue avec les apôtres Pierre, l'évangéliste Jean, Jacques l'Ancien et André. 26 demandes ont été reçues. Parmi eux se trouvaient également des noms connus. La plupart d'entre elles provenaient d'artistes et de peintres sur verre de Suisse, d'Allemagne, d'Autriche, de Belgique, de France, d'Angleterre et du Danemark. Une exposition des boîtes de concours reçues a eu lieu à l'hôtel Grenette à Fribourg. Max de Diesbach, Président de la Confrérie et du Comité, a exprimé une certaine déception quant aux propositions reçues. Bien que les ateliers de vitrail les plus réputés d'Europe aient fait un effort et livré des cartons soigneusement réalisés, les œuvres étaient devenues traditionnelles et sobres. Seule la conception de Mehoffer a donné à l'exposition une touche particulière. Le jury était composé du "père de l'histoire de l'art suisse" Johann Rudolf Rahn, de Heinrich Angst, directeur du Musée national suisse de Zurich, de Joseph Stammler, pasteur à Berne, et de deux professeurs de Fribourg, le théologien Joachim J. Berthier et l'historien de l'art Wilhelm Effmann. Le gagnant est Józef Mehoffer, 25 ans, de Cracovie ; la deuxième place est revenue à Carl Ule, de Munich. Deux mentions honorables ont été attribuées à Aloys Balmer de Lucerne et à Gustav van Treeck de Munich. Après la cérémonie de remise des prix, le comité a pris la décision préliminaire suivante : seules deux fenêtres devaient être mises en service. Une commission a été attribuée à Mehoffer, qui représentait la direction "moderne", et la seconde à Balmer, représentant de la méthode "ancienne". Étonnamment, le dessin du gagnant du deuxième prix, Carl Ule, n'a pas été choisi. La raison de cette situation n'est pas claire. De Diesbach a critiqué le dessin d'Ule pour la posture et les traits du visage des personnages. Von Roda soupçonne que le comité voulait commander un artiste suisse en plus de l'artiste polonais. En tout cas, il aurait dû y avoir deux artistes différents, car la Collégiale, avec son architecture qui n'était pas "coulée dans un seul moule", le permettait aussi. En novembre 1895, il est décidé de confier les esquisses et les dessins à parts égales à Mehoffer et Balmer, et l'exécution de la verrerie à l'atelier local de Kirsch & Fleckner à Fribourg. Les fenêtres de Mehoffer, représentant les apôtres susmentionnés, ont été installées en novembre 1896. Les fenêtres Balmer, représentant les saints Jost, Stephanus, Hilarius et Sylvestre, ont été installées au printemps suivant dans la chapelle de la nef latérale, à côté des fenêtres Mehoffer.
Les vitraux des apôtres de Mehoffer ont été largement approuvés, tandis que ceux de Balmer ont reçu peu d'attention. De plus, Balmer avait ignoré les souhaits de la commission. Une juxtaposition des deux fenêtres semblait impossible. En conséquence, les fenêtres Balmer ont été déplacées dans la chapelle la plus arrière du côté nord en avril 1897. En 1917, ces fenêtres ont dû à nouveau libérer l'espace. Elles ont été déplacées dans le chœur de l'église des Augustins de Fribourg, où elles sont encore visibles aujourd'hui. À leur place sont apparus les vitraux de Mehoffer représentant les saints évêques et diacres.

## Critiques
Alors que les deux premiers vitraux, celui de Mehoffer et celui de Balmer, étaient déjà en place, Ferdinand Hodler, qui enseignait alors à l'École des arts et métiers de Fribourg, déclara, au vu du vitrail des Apôtres, que s'il avait conçu un vitrail, il aurait aimé concevoir celui de Mehoffer.
Lors de l'Exposition universelle de 1900 à Paris, les vitraux des Martyrs ont reçu une médaille d'or.
Après que les huit chapelles latérales aient reçu leurs nouveaux vitraux Mehoffer, J. Berthier n'a pas tari d'éloges. Mehoffer ne peint jamais, écrit Berthier, pour ne rien dire. Dans sa peinture, il raconte un fait ou une idée. Et cela le distingue des malheureux qui pratiquent l'art pour l'art. Devant ses vitraux, la musique envoûtante des couleurs enchante. Cependant, en y regardant de plus près, il est frappé par la quantité de poésie contenue dans son œuvre et par la certitude avec laquelle l'artiste a emprunté les informations appropriées à la légende, au symbolisme traditionnel, aux contes des anciens et à l'histoire pour les placer dans la scène. Berthier fait référence au célèbre homme de lettres René Bazin, membre de l'Académie française et grand voyageur, qui, après avoir visité quelques vitraux modernes, notamment les vitraux de Burne-Jones dans la cathédrale de Christchurch à Oxford et les vitraux de la basilique Notre-Dame de Fourvière à Lyon, a conclu qu'il s'agissait d'œuvres célèbres, mais que les plus beaux vitraux se trouvaient ailleurs : en Suisse, dans la cathédrale Saint-Nicolas à Fribourg. La coloration des vitraux de Mehoffer est incomparable et la composition souvent inédite. Il aime cette Notre-Dame de la Victoire, à laquelle la ville de Fribourg agenouillée et les fantassins rendent grâce ; il aime l'Adoration des Mages, où l'étoile avec ses rayons occupe un quart de la fenêtre et couvre le reste de son feu. Il aimait la descente de la Croix sur un fond vert bouteille et, surtout, la figure de la foi adorant l'Hostie, une jeune croyante couronnée de roses et vêtue d'un manteau de toutes les nuances de bleu, couchée côte à côte et autour de laquelle, de deux encensoirs balancés par des diacres, s'élèvent des cendres, violettes, orange, grises, roses, qui pénètrent la gloire de l'Hostie.
Alexander Cingria, lui-même vitrailliste, a souligné en 1940 que les vitraux de Mehoffer dans la cathédrale s'étendaient sur près de 40 ans et étaient donc significatifs tant pour l'œuvre de l'artiste que pour l'histoire de l'art européen. Hormis le cycle des vitraux de Mehoffer dans la cathédrale de Fribourg, il ne connaît rien de plus complet dans l'histoire de l'art, à l'exception de quelques ensembles de la Renaissance. Il ne manquait plus qu'une chose : après l'installation des fenêtres du chœur, que Mehoffer n'avait jamais vues sur place, il a voulu faire des retouches sur celles-ci pour confirmer le caractère définitif de ses œuvres. Cependant, il n'était plus en mesure de se rendre à Fribourg.
En ce qui concerne la tonalité des couleurs et le traitement du verre dans le cycle de vitraux de Mehoffer, Cingria pense à Delacroix, aux Vénitiens et aux Espagnols, qui auraient tous pu égaler le chef-d'œuvre de Mehoffer à leur propre échelle. Et Cingria souligne également qu'une partie du succès est due au maître verrier Vinzent Kirsch, décédé en 1938, qui avait fabriqué tous les verres Mehoffer pour la cathédrale de Fribourg dans son atelier Kirsch & Fleckner.
En 1972, T. Adamowicz a publié la monographie sur Józef Mehoffer. Il s'agit de la première étude à examiner de manière exhaustive les vitraux de Fribourg dans les chapelles latérales et le chœur. Cependant, Adamovicz n'a pas pu consulter tous les documents à Fribourg et n'a pas pu visiter les vitraux in situ.
En 1985, la thèse de von Roda a été publiée, qui pour la première fois a enregistré, documenté et classifié scientifiquement toutes les œuvres de Mehoffer dans la cathédrale de Fribourg par fenêtre en termes d'histoire de l'art.
Dix ans plus tard, le Musée d'art et d'histoire de Fribourg et le Musée suisse du vitrail de Romont organisent une exposition sur les vitraux de Mehoffer intitulée «Józef Mehoffer et le vitrail Art nouveau». À cette fin, la Société pour l'histoire de l'art suisse, en collaboration avec les deux musées exposants, a publié un ouvrage complet basé sur l'œuvre de von Roda et ses prolongements, ainsi qu'une section supplémentaire du catalogue, qui a paru en tant que volume 7 Beiträge zur Kunstgeschichte der Schweiz (Contributions à l'histoire de l'art en Suisse).
En 1998, Yoki, artiste et cofondateur du Musée suisse du vitrail et des arts du verre (aujourd'hui Vitromusée) à Romont, soulignait que la cathédrale de Fribourg montrait les premiers signes d'un possible renouveau du vitrail, un artisanat prestigieux qui allie couleur et lumière. La symbiose unique entre les ornements et la figure humaine est réalisée par Mehoffer dans des tons riches, qui veillent toutefois toujours à être harmonieux. La joie qui s'en dégage est complétée à certains endroits par des sons rares ou délibérément brisés dans des tonalités mineures. Ce type de coloration est typique des grands coloristes. Même si la splendeur de l'œuvre avait irrité certains savants ou calvinistes, elle avait prévalu et n'avait jamais été rattrapée par l'effet corrosif de l'époque.
Selon Yoki, les vitraux de Mehoffer à Fribourg ont exercé une influence considérable sur Cingria. Grâce au chant lyrique des couleurs et au vu de ces compositions puissantes, Cingria, qui avait également des racines slaves, s'est sentie appelée à devenir peintre sur verre. Cingria était devenu le leader infatigable de la Société de Saint-Luc, qui réunissait les artistes du renouveau de l'art sacré en Suisse romande. Rétrospectivement, il est possible d'apprécier combien l'œuvre de Mehoffer, créée au tournant des XIXe et XXe siècles, a contribué à déclencher ce mouvement de créateurs qui rêvaient d'un art vivant pour une Église vivante.
En 2004, l'exposition «Józef Mehoffer (1869-1946). Un peintre symboliste polonais» a eu lieu au Musée d'Orsay à Paris. Dans le catalogue de cette exposition, Anna Zenczak, conservatrice du Musée national de Cracovie, rend hommage aux vitraux de Mehoffer dans les chapelles des nefs latérales de la cathédrale de Fribourg. Selon elle, il s'agit d'une grande œuvre d'art européenne en raison de la mise en œuvre créative de la technique du vitrail, grâce au caractère pictural des compositions, au dynamisme et à la richesse des couleurs aux tons clairs, à l'abondance de l'ornementation imaginative, apparemment sans retenue mais subordonnée au dynamisme intérieur, et enfin en raison de l'immense richesse des références.

## Réferences
1. ↑  Hortensia von Roda 1995, p. 56-61, 93-94
2. ↑  Valérie Sauterel 2007, p. 168
3. ↑  Valérie Sauterel 2007, p. 168-170
4. ↑  Hortensia von Roda 1995, p. 168-170
5. ↑  Hortensia von Roda 1995, p. 62-72, 94-97
6. ↑  Hortensia von Roda 1995, p. 72-75, 97
7. ↑  Valérie Sauterel 2007, p. 173
8. ↑  Hortensia von Roda 1995, p. 76-80, 97-98
9. ↑  Hortensia von Roda 1995, p. 80-84, 98-99
10. ↑  Hortensia von Roda 1995, p. 84-89, 99-100
11. ↑  Hortensia von Roda 1995, p. 88-91, 100-101
12. ↑  Hortensia von Roda 1985
13. ↑  Hortensia von Roda 1995, p. 21-28
14. ↑  J. J. Berthier, « Beaux-Arts », La Liberté,‎ 13 décembre 1896, p. 2 (lire en ligne , consulté le 1er juillet 2022)
15. ↑  Hortensia von Roda 1995, p. 180
16. ↑  J. Berthier, « Les vitraux de Mehoffer », L'Aigle blanc,‎ 1918, p. 9-11
17. ↑  Alexandre Cingria, « Les vitraux de Mehoffer », Le chant de la Pologne,‎ 1995, p. 54
18. ↑   (de) Hortensia von Roda, Die Glasfenster der Kathedrale St. Nikolaus in Freiburg in der Schweiz. Józef von Mehoffers Lebenswerk 1895-1936 (Thèse à la Faculté des Lettres de l'Université de Fribourg en Suisse), 1985, 2 volumes: vol. 1: texte, vol. 2: catalogue
19. ↑  (de) Hortensia von Roda, Die Glasmalereien von Józef Mehoffer in der Kathedrale St. Nikolaus in Freiburg i. Ue, Berne, Gesellschaft für Schweizerische Kunstgeschichte / Société d'histoire de l'art en Suisse, coll. « Beiträge zur Kunstgeschichte der Schweiz » (no 7), 1995 (ISBN 3-7165-0969-8)
20. ↑  Yoki, « Mehoffer et Manessier. Deux pionniers de l'art du vitrail », Pierre d'angle, vol. 4,‎ 1998, p. 145
21. ↑  Ann Zenczak et al., Le langage artistique de Mehoffer, Paris, Milano, Musée d'Orsay et 5 continents, coll. « Józef Mehoffer (1869-1946). Un peintre symboliste polonais », 2005 (ISBN 2-905724-11-0), p. 11-39 (17-22)